# Tim Story (réalisateur)
Pour les articles homonymes, voir Tim Story et Story.
Timothy Kevin Story est un réalisateur, producteur et scénariste américain, né le 13 mars 1970 à Los Angeles.

## Filmographie

### En tant que réalisateur
- 1997 : One of Us Tripped
- 1999 : The Firing Squad
- 2002 : Barbershop
- 2004 : New York Taxi
- 2005 : Les Quatre Fantastiques (Fantastic Four)
- 2007 : Les Quatre Fantastiques et le Surfer d'argent (Fantastic Four: Rise of the Silver Surfer)
- 2009 : Hurricane Season
- 2012 : Think Like a Man
- 2014 : Mise à l'épreuve (Ride Along)
- 2014 : Think Like a Man Too
- 2016 : Mise à l'épreuve 2 (Ride Along 2)
- 2019 : Shaft
- 2021 : Tom et Jerry (Tom & Jerry)
- 2022 : The Blackening
- 2023 : Un Noël pas comme les autres (Dashing Through the Snow)
- 2025 : The Pickup

### En tant que producteur
(pe = producteur exécutif)
- 2006 : The 12th Man (pe - Téléfilm)
- 2006-2007 : Standoff : Les Négociateurs (Série télévisée)
- 2008 : First Sunday de David E. Talbert
- 2013 : The Signal de Marcus Stokes (pe - court métrage)
- 2023 : Praise This de Tina Gordon Chism

### En tant que scénariste
- 1999 : Urban Menace de Albert Pyun
- 1999 : The Firing Squad de Tim Story

## Distinctions

### Nominations
- 2003 : nommé pour meilleur réalisateur au Black Reel Awards pour le film Barbershop.
- 2006 : nommé au NAACP Image Award pour le film Les Quatre Fantastiques.